# 千成ゴルフクラブ
千成ゴルフクラブ（せんなりゴルフクラブ）は、栃木県大田原市大神の丘陵に広がるゴルフ場である。

## 概要
千成ゴルフクラブは、1976年（昭和51年）7月20日、「STT開発グループ」によって開場され、その後、「PGMホールディングス株式会社グループ」によって運営されている、ゴルフコースの設計は杉本英世、コースの施工は日本国土開発が行った。那須連山を見渡す景観美を楽しみつつ、コース戦略の高さを楽しめる

## 所在地
〒324-0025 栃木県大田原市大神633番地

## コース情報
- 開場日 - 1976年7月20日
- 設計者 - 杉本 英世
- 面積 -  670,000m2（約20.2万坪）
- コースタイプ - 丘陵コース
- コース - 6,823ヤード、18ホールズ、パー72、 コースレート72.5
- グリーン - 2グリーン、ベント（ペンクロス）
- プレースタイル - キャディ付又はセルフ乗用カート
- 休場日 - 年中無休[1]

## クラブ情報
- ハウス面積 - 3,561m2（1,077.2坪）
- ハウス設計 - 株式会社 久米設計
- ハウス施工 - 日本国土開発 株式会社[1]

## ギャラリー
- ゴルフコース - 千成ゴルフクラブ、コースレイアウト[2]
- クラブハウス - 千成ゴルフクラブ、フォトギャラリー[3]

## 交通アクセス
- 鉄道 - JR東北本線 - 矢板駅よりクラブバス 約20分
- 道路 - 東北自動車道 - 矢板IC（宇都宮・氏家方面方面出口）より約11km、約20分[4][5]

## 関連文献
- 『ゴルフ場ガイド 東版』2006-2007、「千成ゴルフクラブ（栃木県）」、ゴルフダイジェスト社、2006年5月、2020年6月28日閲覧